# Шевченко (Новоазовська міська громада)
Шевче́нко — село Новоазовської міської громади Кальміуського району Донецької області, Україна. Відстань до райцентру становить близько 21 км і проходить автошляхом місцевого значення.
Унаслідок російської військової агресії із серпня 2014 р. Шевченко перебуває на тимчасово окупованій території.

## Населення
За даними перепису 2001 року населення села становило 235 осіб, із них 72,77 % зазначили рідною мову українську, 26,38 % — російську, 0,43 % — білоруську та грецьку мови.